# 桑日镇
桑日镇（藏語：ཟངས་རི་），是中华人民共和国西藏自治区山南市桑日县下辖的一个乡镇级行政单位。

## 行政区划
桑日镇下辖以下地区：
雪巴村、拉隆村、洛村、比巴村、塔木村、赤康村、颇章村和奴卡村。